# Witch-hunts
Witch-Hunts es el tercer álbum de estudio de la banda finlandesa del black metal Darkwoods My Betrothed.

## Canciones
1. "Without Ceremony and Bell Toll" – 5:59
2. "Inside the Circle of Stones" – 6:38
3. "The Crow and the Warrior" – 4:21
4. "Dying to Meet you" – 6:14
5. "The Preacher Came to Town" – 7:16
6. "Burn, Witches, Burn" – 5:39
7. "Witch Hunters" – 5:31

## Créditos
- Voz principal: Emperor Nattaset
- Bajo:Hexenmeister
- Batería: Tero Leinonen
- Sintetizador:Tuomas Holopainen
- Guitarra: Hallgrim
- Guitarra: Emppu Vuorinen

- Datos: Q616188